# Cmentarz leśny w Jeziorku

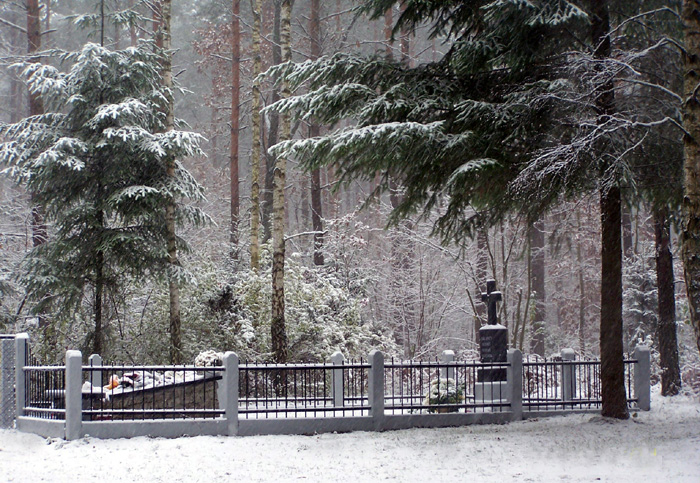
Cmentarz leśny w Jeziorku zimą

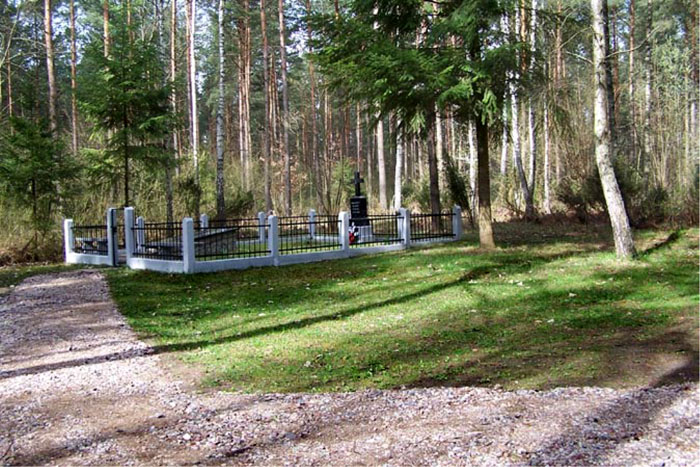
Cmentarz leśny w Jeziorku latem

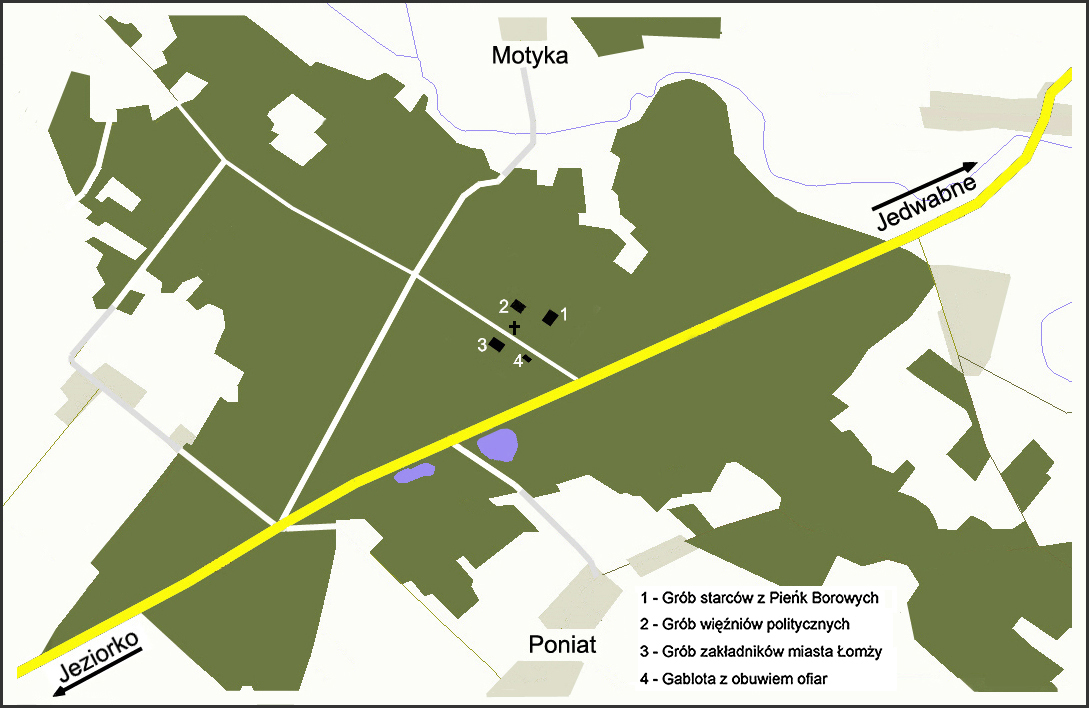
Plan sytuacyjny cmentarza

Cmentarz leśny w Jeziorku, kryjący prochy ofiar zbrodni hitlerowskich, znajduje się w pobliżu wsi Jeziorko, położonej przy szosie 669 Łomża-Jedwabne, 7 km od Łomży. Cmentarz na polanie jeziorkowskiego lasu należy do tych nielicznych miejsc, które mają prawie całkowicie udokumentowaną swoją historię. 
W mogiłach pochowano prochy ofiar trzech egzekucji: 
- starców z domu opieki w Pieńkach Borowych,
- więźniów politycznych z więzienia w Łomży,
- zakładników spośród inteligencji miasta Łomży.

Mieszkańcy domu starców – ok. 60 osób – zostali zamordowani w lipcu 1942 (dokładna data nie ustalona).
Więźniowie polityczni – 62 osoby – zostali zamordowani w nocy z 29 na 30 czerwca 1943.
Zakładnicy spośród inteligencji miasta Łomży – 52 osoby – zostali zaaresztowani rankiem 15 lipca 1943 w swoich domach i tego samego dnia zamordowani w lesie jeziorkowskim. Tej egzekucji dokonała specjalnie powołana przez Ericha Kocha grupa operacyjna nazwana od nazwiska dowódcy – grupą Müllera. Spośród tej grupy ofiar ocalał tylko Jerzy Smurzyński (ur. 1928) który tego dnia wyszedł rano z domu, dzięki czemu uniknął zaaresztowania. Jego rodzice zginęli w egzekucji. 
Na jesieni 1944 jednostka uciekających wojsk hitlerowskich Sonderkommando 1005 odkopała zwłoki pomordowanych i spaliła je na stosach, aby zatrzeć ślady zbrodni. 
Na wiosnę 1945 roku staraniem mieszkańców Łomży na terenie zbrodni powstał cmentarz obejmujący trzy mogiły zbiorowe, nad  którym od lat opiekę sprawuje Szkoła w Jeziorku. W roku 2006 teren cmentarza został uznany przez Radę Ochrony Pamięci Walk i Męczeństwa za Miejsce Pamięci Narodowej, a funkcję społecznego Kustosza tego  Miejsca Pamięci objęła tamtejsza nauczycielka – Beata Sejnowska-Runo, odznaczona w 2007 roku przez Radę Złotym Medalem Opiekuna Miejsc Pamięci Narodowej.

## Lista ofiar
Spośród ok. 60 pensjonariuszy Domu Starców w Pieńkach Borowych udało się ustalić nazwiska tylko 13 osób. Pozostali to ofiary bezimienne
1. Aniołkowska
2. Bączkowski
3. Jankiewicz
4. Kamiński
5. Kuczyńska Zofia
6. Lipińska Zofia
7. Łapińska
8. Łopuszyńska (lub Łopuszańska)
9. Mankiewicz
10. Mankiewiczowa
11. Matuszewski
12. Sadowski
13. Załęcka

Więźniowie zamordowani w nocy z 29 na 30 czerwca 1943:
1. Arkuszewska Maria
2. Bagiński Józef
3. Bielak Jerzy
4. Budziszewski Czesław
5. Czołomiej Antoni
6. Dmochowski Władysław
7. Godlewski Stanisław
8. Godlewski Władysław
9. Golatowski Antoni
10. Golatowski Jan
11. Grosman Adolf
12. Gumiężny Jan
13. Hykach Hieronim
14. Ignatowicz Józef
15. Ignatowicz Zofia
16. Kaczorowski Piotr
17. Kozłowski Tomasz
18. Krawczyk Stanisław
19. Michalik Marian
20. Modzelewska Stanisława
21. Mroczkowski Edward
22. Mystkowska Marcela
23. Najda Wincenty
24. Niedzielski Jan
25. Pacuszka Stanisław
26. Pieczyński Bolesław
27. Piszyńska Zofia
28. Plechciński Kazimierz
29. Plackowski Stefan
30. Plicki Józef
31. Plotczyk Wacław
32. Rajchembach Antoni
33. Różański Władysław
34. Ritel Józef
35. Sowiński Edward
36. Staniaszek Józef
37. Steć Józef
38. Stękowski Jan
39. Stokowski Aleksander
40. Stokowski Teodor
41. Studzińska Zofia
42. Sutkowski Józef
43. Szarnacki Stanisław
44. Tomczuk Stanisław
45. Trąbka Ludwik
46. Trąbka Stefan
47. Trochimiak Józef
48. Uściński Józef
49. Walczuk Stanisław-Kostka
50. Wiszniewska Ewa
51. Wiszniewska Helena
52. Wiszniewski Franciszek
53. Wiszniewski Józef
54. Wiszniewski Mieczysław
55. Wiszniewski Stanisław
56. Wojtkowski Antoni
57. Zakrzewski Kazimierz
58. Zakrzewski Stanisław
59. Zakrzewski Władysław
60. Zalewski Aleksander
61. Zaręba Jan
62. Żuber Piotr

Zakładnicy zamordowani 15 lipca 1943
1. Barański Kazimierz,
2. Borawski Józef
3. Borawska Marianna z d. Burenkow
4. Borawska Róża
5. Borawski Tadeusz,
6. Chrzanowski Czesław
7. Chrzanowska Leokadia,
8. Dynowska Janina z d. Skibińska
9. Figurski Piotr
10. Figurska Helena z d. Morawska
11. Figurska Janina
12. Figurska Regina
13. Hojak Kazimierz
14. Hojak Irena z d. Szczecińska,
15. Hojak Wiesław
16. Hryniewiecki Józef
17. Hryniewiecka Antonina
18. Komornicki Tadeusz Urban
19. Komornicka Irena z d. Dynowska
20. Komornicki Adam Józef
21. Komornicka Anna Maria
22. Komornicka Zofia Teresa
23. Kordaszewski Józef
24. Kordaszewska Helena z d. Barańska
25. Lubowidzki Aleksander
26. Lubowidzka Zofia z d. Łochtyn
27. Lubowidzka Zofia
28. Próchnicki Jan
29. Próchnicka Natalia
30. Próchnicka Danuta
31. Próchnicka Janina
32. Próchnicka Mirosława
33. Próchnicki Cezary
34. Próchnicki Jerzy
35. Próchnicki Krzysztof
36. Próchnicki Tadeusz
37. Próchnicki Zbigniew
38. Sadkowski Piotr
39. Sadkowska Helena
40. Sadkowska Jadwiga
41. Sadkowska Wanda
42. Siwik Witold
43. Siwik Stanisława
44. Smurzyński Marian Antoni
45. Smurzyńska Antonina
46. Szulc Józef
47. Tyszka Tadeusz
48. Tyszka Henryka Maria
49. Tyszka Jerzy Zbigniew
50. Tyszka Andrzej Janusz